# 酸性气体
酸性氣體（英語：Acid gas），是天然氣或任何其他氣體的混合物，其中含有大量的硫化氫（H2S）、二氧化碳（CO2），或類似的污染物。
在煉油廠或天然氣處理廠，去除硫醇和/或硫化氫的過程通常被稱為脫臭過程，因為他們在產品中不再有酸，而硫醇和硫化氫本身有惡臭的緣故。硫化氫是一種有毒的氣體。